# Лугиново
Луги́ново — упразднённая деревня в Смоленской области России, в Глинковском районе. Исключена из учётных данных в 2009 г. По состоянию на 2007 год постоянного населения не имеет. Расположена в центральной части области в 16 км к северо-востоку от села Глинка, в 5,5 км западнее автодороги Р137 Сафоново — Рославль при слиянии рек Ужа и Добрейка. В 13 км к югу от деревни железнодорожная станция Дёмщино на линии Смоленск — Сухиничи. Входит в состав Глинковского сельского поселения.

## История
В годы Великой Отечественной войны деревня была оккупирована гитлеровскими войсками в сентябре 1941 года, освобождена в ходе Ельнинско-Дорогобужской операции в 1943 году.